# グラント・イマハラ
グラント・マサル・イマハラ（1970年10月23日 - 2020年7月13日）は、アメリカ合衆国カリフォルニア州ロサンゼルス出身の日系アメリカ人の電子工学とラジオコントロールの技術者。日本名は今原 真申（いまはら まさる）。
TV番組「怪しい伝説」レギュラー。2020年7月13日、脳動脈瘤の破裂により急逝した。49歳没。

## 経歴
南カリフォルニア大学を卒業し、電子工学の分野で科学学位（Bachelor of Science）を取得。一時期、映画ライターになりたくて専攻替えを考えたが、南カリフォルニア大学映像技術学校（the en:USC School of Cinematic Arts）の教授で、ルーカスフィルムのTHX社のクリエーターであるen:Tomlinson Holmanのアシスタントを務めることになり、その経験から、そのまま工学の道を進むことにした。。卒業後、ルーカスフィルムの Home THX 部門にエンジニアとして入社。その後、視覚効果スタジオのインダストリアル・ライト&マジック（ILM）に異動し、9年間働く。ILM時代は、ロスト・ワールド/ジュラシック・パーク、スター・ウォーズ エピソード1/ファントム・メナス、ギャラクシー・クエスト、A.I.、スター・ウォーズ エピソード2/クローンの攻撃、ターミネーター3、マトリックス リローデッド、マトリックス レボリューションズ、ヴァン・ヘルシング、スター・ウォーズ エピソード3/シスの復讐などに関わる。
多くの映画にモデル制作者として名前がクレジットされている。たとえば、スター・ウォーズ・シリーズ後期三部作において、R2-D2の改造等をしている。公式R2-D2エンジニアとして、モキュメンタリーのen:R2-D2: Beneath the Domeにもカメオ出演をしている。
雇用者であるジェイミー・ハイネマンと、ILM時代の同僚で現在怪しい伝説の準プロデューサーである Linda Wolkovitch に誘われ、同番組に加わることになった。スコッティ・チャップマンの代わりに3人組に入る。「3人組中のギーク」と言われることがある。伝説検証のためしばしば、ロボットや電子制御の特殊装置を作りあげる。船を使うロケでは殆ど船酔いでダウンしている。「怪しい伝説」の仕事に加えて、自ら設計したロボット「デッドブロウ」(en:Deadblow)で「バトルボット」（en:BattleBots）へ出場したことでも知られている。
その他の仕事としては以下のようなものがある。
- 玩具の電子回路設計[3]。

- TV番組 Junkyard Mega-Wars（en:Scrapheap Challenge スクラップから作品を作り上げて競う番組）でILMチームを優勝に導いた。

- ロボット製作の参考書 "Kickin' Bot: An Illustrated Guide to Building Combat Robots" (ISBN 0-7645-4113-7) の執筆[3]。

- ライター兼出演者として、ILMの社内フィルムコンテストに作品を出品（2004年）[6]。

- FIRSTロボットコンペティション（en:FIRST Robotics Competition）において指導者を務め、制作について助言を行っている[7]。

- 工学系雑誌「en:IEEE Spectrum」で紹介されたことがある[8]。

- 2010年前半、ザ・レイト・レイト・ショー・ウィズ・クレイグ・ファーガソンのサブキャラクター "Geoff Peterson" を制作する[9]。